# 사회적 박탈
사회적 박탈(social deprivation)은 개인과 사회 간의 문화적으로 정상적인 상호작용이 감소하거나 차단된 것을 말한다. 사회적 박탈은 사회적 배제(social exclusion)에 기여하는 관련 요소들의 네트워크 속에 포함되어 있다. 이러한 요소들로는 정신 질환(mental illness), 가난(poverty), 낮은 교육 수준(poor education), 사회경제적 지위(socioeconomic status) 저하 등이 있다.

## 개요
사회적 박탈이라는 용어는 다소 모호한 측면이 있어 구체적으로 정의하기 힘들다. 그러나 지속적인 연구를 통해 중요한 몇 가지 측면이 발견되었다. 사회적 박탈에 해당하는 경우, 사회경제적 지위 저하나 낮은 교육 수준 등으로 인하여 사회생활을 하는데 제한이 있을 수 있다. 사회적 박탈에 해당하는 이들은 단순한 저소득(low income)의 문제보다는 자유로움의 부재(lack of freedom)로 인하여 기본적 능력(basic capability)들이 박탈된 것이라 하겠다. 자유의 부재는 기회의 감소, 정치적 발언의 축소, 품위(dignity)의 하락이 있다.
사회적 박탈의 정의에 있어 혼동이 생기는 것은 부분적으로는 사회적 배제(social exclusion)와의 유사성이 있는 것에서 비롯된다. 사회적 박탈은 사회적 배제와 연관되어 있고나 사회적 배제의 원인이기도 하는데, 이러항 것은 한 특정 사회 내의 구성원이 다른 구성원들로부터 배척(ostracization)당할 때에 나타난다. 배척된 구성원은 건강한 사회적, 경제적, 정치적 상호작용을 가능하게 하는 자원에 접근하는 것에 대해 거부당한다. 피어슨(Pierson)은 사회적 배척을 가능하게 하는 주요 요소들로 5가지를 꼽았다. 즉 가난(poverty), 취직 기회 상실(lack of access to jobs), 사회적 지지 혹은 동료 네트워크에의 거절(denial of social supports or peer networks), 공공 서비스로부터의 배제(exclusion from services), 지역주민들의 부정적인 태도(negative attitude of the local neighbourhood)가 그것이다. 또한 아동 학대(abusive caretaking), 발달 지체(developmental delay), 정신 질환(mental illness), 그로 인한 자살(suicide)과도 연관된다.
사회적 박탈이나 배제를 경험하더라도, 반드시 정신 질환이 발병하거나 박탈의 악순환이 영속되지는 않는다. 이들은 정상적인 발달을 보이거나 강한 공동체 소속감(sense of community)을 유지할 수도 있다.

## 초기 발달
사회적 박탈에 관한 연구는 주로 관찰 측정(observational measures)이나 자기 보고 측정(self-report measures)에 근거한다. 이는 사회적 박탈이 평생 발달과 정신질환 발병과 어떻게 연관되어 있는지를 이해하는 데 단서를 제공한다.

### 임계기
임계기(critical period)란, 적절한 발달이 발생하도록 특정한 환경적 자극(environmental stimulus)을 경험할 필요가 있는 기간(window of time)을 말한다. 사회적 박탈에 해당할 경우, 특히 아동에게 있어, 사회적 경험(social experience)은 다양하지 못하고 발달이 더디거나 저해될 수 있다.

#### 야생아
사회적 박탈이나 사회적 배제의 몇몇 사례를 살펴보면, 해당 아동은 정상적인 사회적 경험에 노출되지 못할 수도 있다. 언어(language)는 발달에 있어 시기의 중요성을 보여주는 좋은 사례에 해당한다. 아도이 특정 연령 이전에 언어에 노툴되는 것이 제한되었을 경우, 언어는 획득하기 어렵거나 불가능하다. 사회적 행동(social behavior)이나 특정 신체적 발달(physical development) 역시 임계기가 있어, 재생(rehabilitation)이나 이후에 적절한 자극에 노출되는 것에 있어 저항이 생기기도 한다.
야생아(feral child)는 발달상의 임계기에 사회적 박탈이 주는 효과에 대한 사례가 된다. 이른 나이에 버려져서, 아동기 후반이나 청소년기 초반에 야생성(wilderness)을 보이게 되는 어린 아이들에 관한 역사 기록이 일부 전해지고 있다. 이런 아동들은 언어 기술(language skill)이 없고 사회적 이해(social understanding)가 제한되어 있으며, 재생시킬 수 없었다. 지니(Genie)라는 여자 아이는 사회적 박탈의 피해자로, 생후20개월에서 13.5세에 이르기까지 사람과의 접촉이 상당히 제한되어 있었다. 사회복지사가 발견하였을 때, 지니는 말을 못하였고 딱딱한 것도 씹을 수 없었으며, 서거나 앉는 것도 제대로 못하고 각종 신체 기능이나 충동 행동을 제어하지도 못하였다. 몇 가지 개별 단어를 학습할 수 있었으나, 지니는 문법을 갖춘 영어를 구사할 수 없었다. 이런 아동들은 아동기에 중요한 사회적 환경적 조건이 결여되었으며, 그로 인해 정상적인 기능을 갖춘 성인으로 성장할 수 없었다.

### 두뇌 발달
초기 아동 발달 단계에서 사회적 박탈은 뇌내 신경인지적 결함(neurocognitive deficit)을 야기할 수 있다. 양전자 방출 단층촬영(Positron emission tomography, PET) 스캔을 통해 사회적 박탈 아동들의 전전두피질(prefrontal cortex), 측두엽(temporal lobe), 편도체(amygdala), 해마(hippocampus), 안와전두피질(orbitofrontal gyrus) 등의 뇌영역에 중대한 축소가 발견되었음이 확인되었다. 이러한 영역들은 기억, 감정, 사고, 합리적 사고 등 고차원적 인지 처리(higher order cognitive processing) 기능을 담당한다. 구상속(鉤狀束, uncinate fasciculus)의 백색질(white matter)에서도 추가적인 손상이 보인다. 구상속 백색질은 편도체나 전두엽 등 고차원적 인지와 정서 기능을 담당하는 영역 간의 주요 소통 회로를 제공한다. 이러한 특정 뇌구조와 연결이 손상되면 피층 활동(cortical activity)이 저하되고, 따라서 타인과의 적절한 상화활동이나 관계 형성 능력이 저하된다.
연구는 또한 사회적 박탈 아동은 옥시토신(oxytocin)이나 바소프레신(vasopressin)과 같은 친화적(affiliative)이고 긍정적인 사회적 행동과 관련된 호르몬의 불균형을 보이게 된다고 말한다. 보호 시설 출신 아동들은 일반 가정에서 자란 아동들에 비하여 양육자와의 상호작용에 있어 바소프레신과 옥시토신 수치가 두드러지게 감소하는 것을 보였다. 어렸을 적에 적절한 사회적 상호작용을 받지 못하면, 사회적 행동을 매개하는 정상적인 신경내분비계(neuroendocrine system)의 발달이 저해된다.

## 정신질환
사회적 네트워크 형성의 부재는 정신질환(mental illness)의 소인이 된다. 정신 질환은 개인들 사이에서 불안정성(instability)에서 기인할 수 있다. 사회는 안정감(sense of stability)을 제공하지만, 사회적 박탈의 사람들은 이러한 사회 구조에 맞춰지기 힘들다. 정신적으로 건강하지 못하다고 낙인된 사람들는 사회에 어울려 들어가기가 더욱 힘들게 되는데, 이는 이들이 사회 낙인(social stigma)도 가지게 되면서 공동체로부터 부정적인 사회적 태도를 받기 때문이다.
사회적 배제의 결과물로 간주되는 특정 문제들은 사회 낙인의 요소로도 될 수 있다는 점에서, 사회적 박탈은 세분하기 힘들다. 성인 사회적 박탈의 결과로는, 어린 나이에 부모가 되거나, 성인이 되어 부랑자가 되거나, 자격(qualification)이 없거나, 사회 보호시설 내에서 거주하는 것 등이 있다. 그러나 이런 모든 요소들은 사회가 개인을 경멸하거나 수용하지 못하고 이들의 배척들 강화하게 할 수 있다. 이런 상호 영향은 생존에 있어 사회적 재정적 지원이 필요한 한 개인에게 불운의 악순환이 될 수 있다. 특히 비정상이라고 여기는 사람들을 배척하는 사회에서는 더욱 그러하다.
이러한 소외(social alienation)는 자살로 이어질 수 밖에 없는 무기력감(feelings of helplessness)을 일으킬 수 있다. 심각한 정신 질환과 그로 인한 자살 간의 연관성은 밝혀져 있다. 자살의 한 예측 요인은 사회 통합(social integration)의 결여이다. 19세기 후반, 에밀 뒤르켐(D. Émile Durkheim)은 강력한 사회적 연대(social bond)와 높은 사회적 응집(social cohesion)으로 결속된 고도 통합 사회는 자살률이 낮다. 사회통합은 종교, 사회, 정치 등의 구성원으로 이뤄져 있다. 공동체와 개인들 내 관계는 정신 질환이나 자살의 가능성을 줄여주는 양질의 삶의 질(quality of life)을 창출한다.

## 사회경제적 요인
경제적 불평등(economic inequality) 격차가 커지면 자원의 동등한 분배가 불가능해 진다. 상위 계층의 권력 집중(focus of power)은 하위 계층의 사회적 격차(disparity)와 혜택 상실을 야기한다. 사회경제적 지위의 저하는 (각종 분야에서의) 자유의 결여(lack of access to freedoms)로 인한 사회적 박탈을 초래한다. 힘의 상실(loss of power)은 기회(oportunity)와 정치적 목소리(political voice) 표출의 부재를 야기하는데, 이는 공동체에의 참여를 제한한다. 노동시장에의 불참과 기본 사회보장 서비스 접근 불가는 각종 사회적 관계로의 포섭을 감소시킨다. 사회적 관계들은 사회적 활동(social activities), 필요시 지지(support in times of need), 밖에 돌아다닐 능력(ability to "get out and about") 등이 있다. 아이들은 교육 제도에 진입하면서 사회적 관계와 관련한 사건들에 처음 노출된다.
사회적 박탈에 관한 요인은 다양하지만, 학교 제도의 개입이 위기에 처한 아동들의 지위를 향상한다는 것을 잙혔다. 긍정적인 교육 경험은 이러한 아이들이 사회에서 발전해 나갈 수 있도록 하는 중요한 역할을 수행한다. 하이/스코프 페리 미취학 아동 프로젝트(High/Scope Perry Preschool Project)는 사회경제적으로 불이익을 받는 아동에 대한 취학 전 프로그램을 제공하는 것의 결과를 연구하기 위해 구성되었다. 위기에 처한 아동들의 구성은 무작위로 프로그램 그룹(program group)과 비프로그램 그룹(no-program group)으로 나뉘었다. 궁극적인 목표는 선별된 아동들의 학교 교육을 통한 삶의 질 향상, 그리고 이후 성인 시기의 삶의 질 향상이었다. 프로그램에 참여하지 않은 학생에 비하여, 장기간 고등 교육을 받은 학생들은 학업 성취 시험 및 지능 수행 시험에서 높은 점수를 받았다. 또한 범죄율도 낮았으며, 월수익 역시 높았다. 이는 비교육적 사회적 박탈을 경험하는 아이들이 세심하고 긍정적인 교육을 통해 개선될 수 있다는 것을 시사한다.

## 같이 보기
- 주의력결핍과잉행동장애(ADHD)
- 상대적 박탈감